# Reč
Reč (cyr. Реч) – wieś w Czarnogórze, w gminie Ulcinj. W 2011 roku liczyła 63 mieszkańców.